# Latonice
Latonice – wieś sołecka w Polsce położona w województwie mazowieckim, w powiecie płońskim, w gminie Nowe Miasto.
Wieś dzierżawy Nowe Miasto w ziemi zakroczymskiej w 1617 roku. W latach 1975–1998 miejscowość administracyjnie należała do województwa ciechanowskiego.
We wsi Latonice znajduje się jednostka OSP należąca do Krajowego systemu ratowniczo-gaśniczego.